# ヘルメス 1500
ヘルメス 1500
- 用途：無人航空機
- 設計者：シルバーアロー
- 製造者：シルバーアロー
- 初飛行：1998年6月

ヘルメス 1500（英語:Hermes 1500、ヘブライ語:הרמס 1500）は、イスラエルのシルバーアロー社（同国のエルビット・システムズ社の子会社）によって開発された中高度・長時間滞空型（MALE）無人航空機（UAV）である。エルビット・システムズ社のヘルメスUAVシリーズの一つであり、シリーズ中もっとも大型の機体である。

## 概要
ヘルメス 1500の機体は、イスラエル国防省とシルバーアロー社による共同出資で開発された。イスラエル国防軍におけるそれまでのUAV運用の経験と教訓を反映して開発された機体であり、昼夜間を問わないリアルタイムでの光学/電子情報の提供をはじめ、沿岸哨戒や漁業監視などの任務にも使用できるよう設計されている。機体をコントロールするための地上管制ステーション（GCS）はエルビット・システムズ社が開発しており、同シリーズのヘルメス 900やヘルメス 450と共用が可能で、1基の管制ステーションで2機の本機を管制することができる。管制方法は見通し線データリンクのほか、衛星通信も利用可能である。
1998年6月に、自律飛行試験を含む55分間の初飛行を実施した。当時としては、イスラエルが開発した中で最大サイズのUAVであった。
両翼にエンジンを配置した双発機で、V字型の尾翼を採用している。機体サイズは全長9.4m、全幅15ｍ、最大離陸重量は1,750kg、ペイロードは350から400kg。エンジンには、BRPパワートレイン製のガソリンエンジン（100hp）を2基搭載しており、運用高度は10,000m、行動半径は200km、航続時間は24時間である。電子光学/赤外線（EO/IR）センサー、合成開口レーダー（SAR）、通信中継などの機器を搭載することが想定されている。また、派生型として専門の海洋哨戒モデルも開発されている。

## 採用
2002年2月の「シンガポール 2000」航空ショー、2003年6月のパリ航空ショー、2003年9月にトルコのアンカラで開催された武器展示会などに出展された。
イスラエル国防軍では採用されなかった。また、オランダなどから引き合いはあったものの、制式採用した国は確認されていない。2024年11月時点で、本機はエルビット・システムズ社の製品一覧からは削除されている。

## 仕様

### 全般
- 乗員:無人[2]
- 全長:9.4m[2]
- 全幅:15ｍ[2]
- 最大離陸重量:1,750kg[2]
- 発動機:BRPパワートレイン製ガソリンエンジン（100hp）×1基[2]

### 性能
- 運用高度:10,000m[2]
- 行動半径:200km[2]
- 航続時間:24時間[2]
- ペイロード:350から400kg[2]